# Golinho
O golinho, golinha, golado, coleira-garganta-branca ou brejal (nome científico: Sporophila albogularis) é uma espécie de ave passeriforme granívora da família Thraupidae e gênero Sporophila, endêmica da região nordeste do Brasil. Tem cerca de 10,5 cm de comprimento.

## Características
Mede cerca de 10,5 cm. de comprimento. O macho possui a cabeça enegrecida e o restante das partes superiores cinza, a garganta branca, cuja tonalidade estende-se para cima, formando um colar incompleto na nuca; a fêmea e os filhotes são marrom-acinzentados nas partes superiores e amarelo-esbranquiçados nas inferiores. Filhotes machos adquirem a plumagem de adulto com cerca de 18 meses de idade. Seu canto mais comum é um gorjear fino, persistente, bem variado e rápido. Realiza imitações.

## Alimentação
É uma ave granívora, alimentando-se de sementes diversas, desde sementes de pequenos arbustos a quase todo tipo de sementes de pendões de gramíneas e capins.

## Reprodução
Cada ninhada geralmente tem 2 ou 3 ovos, tendo de 2 a 4 ninhadas por temporada. Os filhotes nascem após 13 dias.

## Hábitos
Varia de incomum a localmente comum na vegetação arbustiva e em veredas úmidas da caatinga. Neste ambiente procura avidamente e em grande número as fontes de água, onde tanto mata a sede como se refresca em banhos. Costuma se reunir em árvores próximas às fontes, onde dezenas de indivíduos vocalizam ao mesmo tempo. No Ceará aparece no inverno. Vive em pequenos grupos fora do período reprodutivo, às vezes misturados a outras espécies que também se alimentam de sementes.

## Distribuição Geográfica
Encontrado exclusivamente no Brasil, no Maranhão, Piauí, Ceará, Rio Grande do Norte, Paraíba, Pernambuco, Alagoas, Sergipe e Bahia. Excepcionalmente são encontrados alguns indivíduos no norte do Espírito Santo, Minas Gerais, Rio de Janeiro e São Paulo, provavelmente em migração. Originalmente era endêmico do Nordeste, porém por causa do desmatamento e solturas pelo homem ao redor do Brasil acarretaram para que a espécie expandir-se sua distribuição.